# Portobello (Dublin)

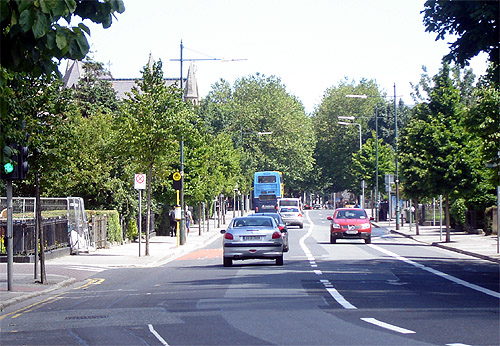
South Circular Road.

Portobello (en irlandais : Cuan Aoibhinn) est un quartier de Dublin en Irlande.

## Personnalités liées au quartier
- Maud Joynt (1868-1940), linguiste, y est morte.
- Florence Culwick (1877-1940), musicienne et cheffe de cœur irlandaise y est morte.